# Тертер-Оба
Тертер-оба («Terter-oba»; «Тертерский род, племя») — в XI—XIV веках половецкий род и племя тюркского происхождения. Руководил союзом половецких орд в донецких степях в XI—XIII вв. Был самым влиятельным до появления рода Кай-оба. Название происходит от кавказской реки Тертер, притока Куры, куда Тертер-оба переселились после 1118 года для службы в Грузию. Кочевал в районе Крыма, Дона и Северного Кавказа. Впервые появился у границ Руси в середине XI века, возглавлялся ханом Блушем. В 1-й половине XIII века вёл борьбу с монголами; вместе с русскими союзниками, разбит на Калке (1223). Под давлением монголов оставил Причерноморье, эмигрировал в Венгрию (1238). Вследствие убийства венграми главы рода — хана Котяна, часть членов рода уехала в Болгарию (1241), где дала начало царской болгарской династии Тертеров («Тертеровцы»; 1280—1323). Другие названия — племя дурут или дурт. В русских летописях упоминаются как Тертровичи или «Тертьробичи».

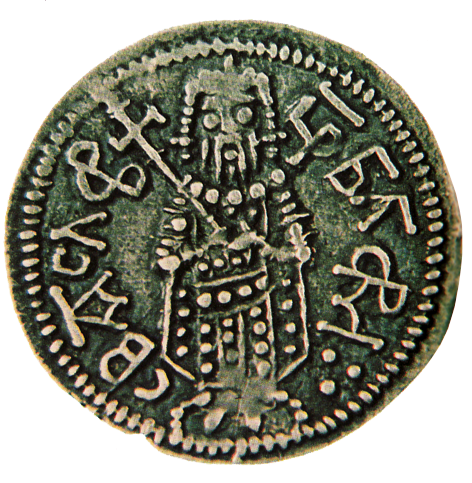
Монета Теодора Святослава Тертера, царя Болгар (1300—1322)

## Представители
- Болуш[8]
- Тугоркан[9]
- Котян